# Cmentarz żydowski w Buku
Cmentarz żydowski w Buku – cmentarz żydowski zlokalizowany w pobliżu Buku (około 1,5 km od centrum miasta, pośród pól), formalnie na terenie Wielkiej Wsi, służący w przeszłości bukowskiej wspólnocie żydowskiej.

## Historia

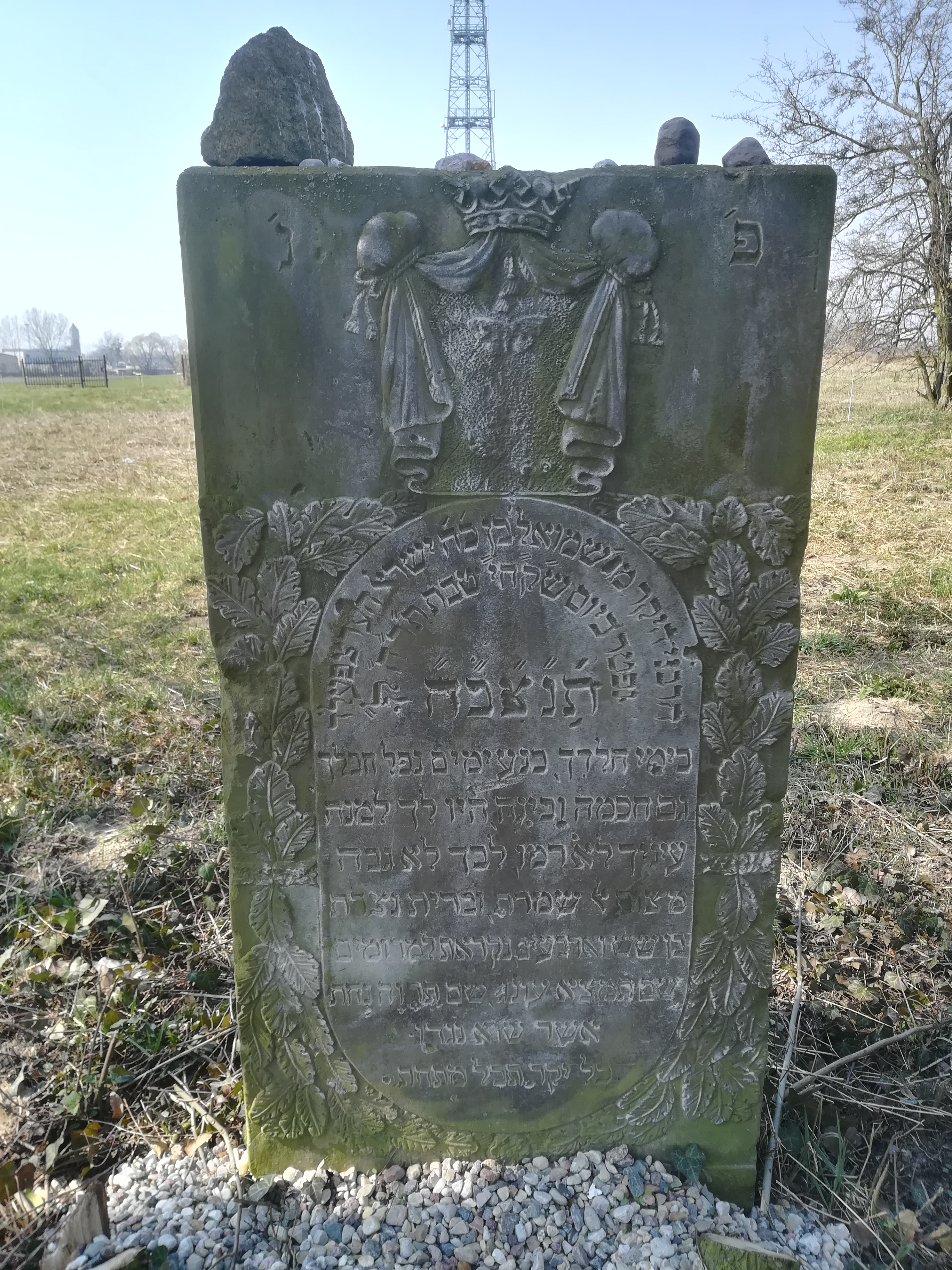
Macewa

Został założony w XIX wieku i uległ dewastacji przez Niemców podczas II wojny światowej. W czerwcu 1988 roku nekropolię uporządkowano i ogrodzono staraniem Fundacji Rodziny Nissenbaumów. Do naszych czasów zachowały się nieliczne macewy i część ogrodzenia, które zostało prawdopodobnie skradzione przez złomiarzy. Przy wejściu umieszczony jest napis: Cmentarz żydowski w Buku, zniszczony przez hitlerowców w czasie II wojny światowej, zamknięty dla celów grzebalnych, odrestaurowany przez Fundację Rodziny Nissenbaumów, 1988 rok.